# Das Geheimnis des Marcellino
Das Geheimnis des Marcellino ist ein spanischer Film von Regisseur Ladislao Vajda aus dem Jahr 1955. Der Film basiert auf der Romanvorlage Marcelino, pan y vino des spanischen Autors José María Sánchez-Silva.

## Handlung
Die Hauptgeschichte des Films wird in einer Rückblende durch einen Mönch einem sterbenden Mädchen erzählt.
Sie handelt von dem Jungen Marcellino, der als Säugling auf den Stufen eines Klosters abgelegt wird. Fortan kümmern sich die Franziskaner um das Waisenkind. Marcellino wächst zu einem prächtigen, lebhaften Jungen heran. Die Ordensbrüder warnen ihn, den Dachboden des Klosters zu betreten. Doch die Neugier des Jungen besiegt seine Angst. Während der erste Versuch fehlschlägt und Marcellino erschrocken flüchtet, erkennt er beim zweiten Versuch auf dem Dachboden ein großes Kruzifix an der Wand. Da ihm der Gekreuzigte mit ausgezehrten Wangen hungrig vorkommt, stiehlt er Brot und Wein aus dem Kloster und reicht diese der Statue. Für Marcellino wird die Christusfigur lebendig: Sie nimmt von dem Jungen Brot und Wein (Anspielung auf die eucharistischen Gaben Brot und Wein) an und unterweist ihn in der christlichen Religion. Regelmäßig kommt Marcellino von nun an auf den Dachboden, wozu er auch immer etwas Brot und Wein stibitzt. Die Mönche bemerken, dass Esswaren fehlen, und fahnden nach dem Verbleib. Bei einem seiner Besuche wirkt Marcellino bedrückt: Er wünscht sich eindringlich, seine offenkundig verstorbene Mutter und die Mutter Jesu Christi, Maria, zu sehen. Der Gekreuzigte nimmt Marcellino daraufhin in den Arm und sagt dem Jungen, er solle schlafen. In den Armen der Statue stirbt der Junge glücklich. – Die Franziskaner sind den verschwundenen Esswaren auf der Spur und sehen durch die Latten des Dachbodens einen himmlischen Glanz um den leblosen Körper Marcellinos.

## Historische Bezüge
Die Geschichte spielt kurz nach dem Unabhängigkeitskrieg (1809–1814) in Spanien, an den in der Rahmenerzählung durch einen Off-Sprecher erinnert wird. Der Zuschauer fühlte sich dadurch an die Lage in Spanien in den Jahren nach dem Spanischen Bürgerkrieg (1936–1939) erinnert, die den Menschen damals gegenwärtig war.

## Wirkung
Der Film prägte die Kindheitserinnerungen mehrerer Generationen von Spaniern und Lateinamerikanern und war der weltweit erfolgreichste bis dahin gedrehte spanische Film.

## Kritik
Das Lexikon des internationalen Films bezeichnet den Film als „handwerklich eher durchschnittlich“. Der Film sei „sympathisch und warmherzig erzählt und mit religiösem Taktgefühl inszeniert“.

## Auszeichnungen
- Der Film gewann zwei Sonderpreise bei den Internationalen Filmfestspielen von Cannes 1955: den Preis der Organisation catholique internationale pour le cinéma (OCIC) und einen Preis für den Kinderdarsteller Pablito Calvo.[4]
- Der Regisseur Ladislao Vajda war für eine Goldene Palme nominiert.
- Der Film gewann den Silbernen Bären der Internationalen Filmfestspiele Berlin 1955.

## Name der Hauptfigur
Der Junge heißt auf Spanisch Marcelino. Für den deutschen Filmtitel wurde in den 1950er Jahren anders als in den meisten übrigen Sprachversionen (etwa englisch: Miracle of Marcelino) die italienische Namensform Marcellino (mit Doppel-L) benutzt. Bei späteren Ausstrahlungen im deutschsprachigen Fernsehen wurde zum Teil wieder der eigentliche Name der Hauptfigur verwendet und der Titel dementsprechend abgeändert.

## Remake
In Italien entstand 1991 eine Neuverfilmung in Farbe unter dem Titel Marcellino, die allerdings weitaus geringeren Erfolg hatte als der Originalfilm.
Eine Ende 2010 entstandene mexikanische Neuverfilmung verlegt die Handlung in die Zeit des Mexikanischen Bürgerkriegs (1910–1916). Der mexikanische Film wurde auf Deutsch unter dem Titel Marcelino – Brot und Wein ausgestrahlt.

## Gleichnamige Zeichentrickserie
2000–2004 wurden unter dem im spanischen Sprachraum sehr bekannten Originaltitel Marcelino, pan y vino in einer spanisch-japanisch-französischen Koproduktion 52 Folgen einer Zeichentrickserie von den Autoren Santiago Moro (Spanien) und Xavier Picard (Frankreich) erstellt. Die Handlung ist nur grob dem Vorbild entlehnt. Die Serie wurde in Deutschland unter dem Titel Marcelino vom Kinderkanal KiKA ausgestrahlt.